# 苗栗市天后宮
24°33′13″N 120°49′03″E / 24.553557°N 120.817446°E
苗栗市天后宮，是位於臺灣苗栗縣苗栗市綠苗里的媽祖廟，農曆三月十三會至北港朝天宮供請北港媽祖遶境苗栗市、公館鄉及頭屋鄉，昔日的信徒還盛行結夥騎單車進香。

## 歷史沿革

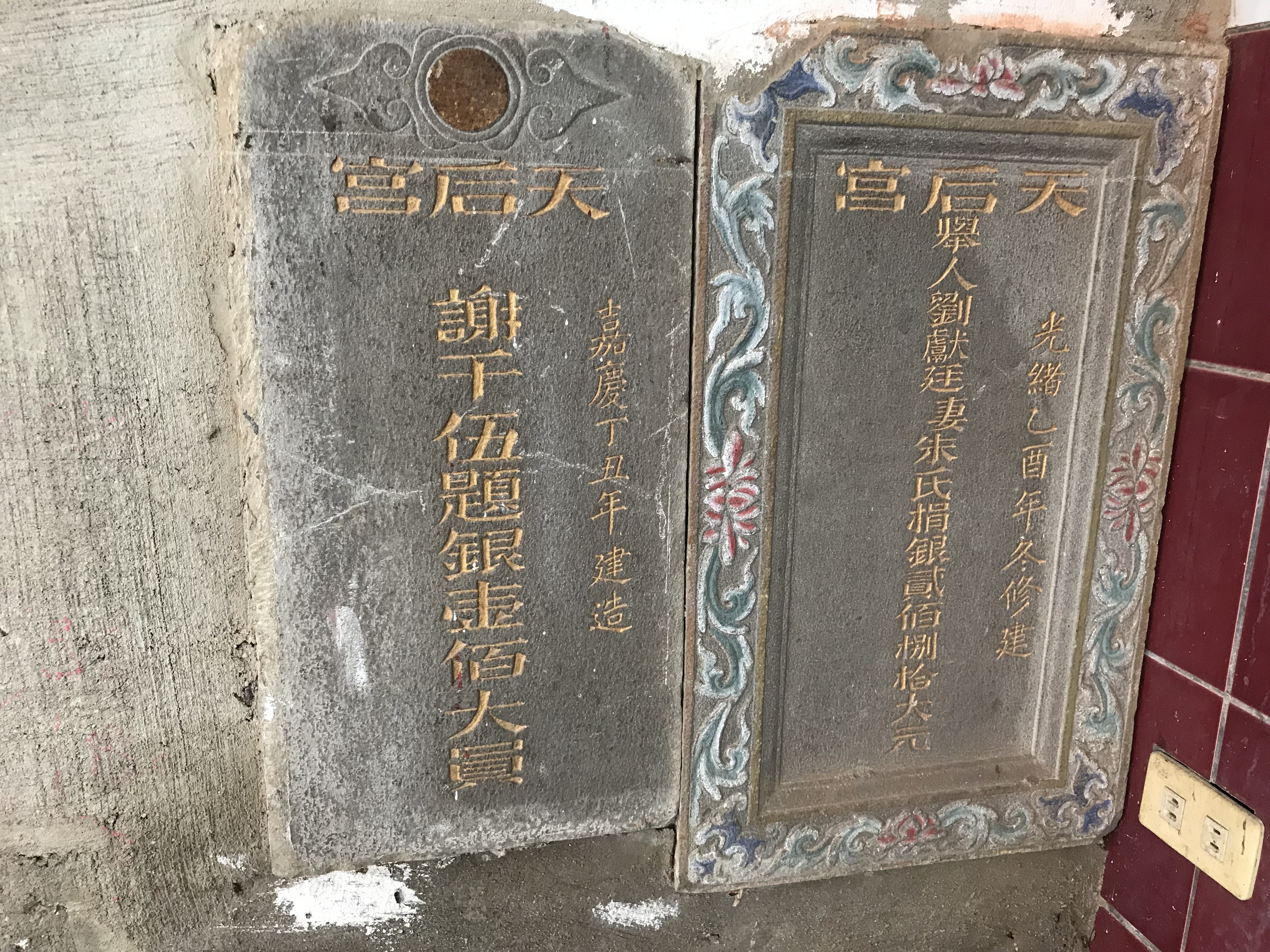
建廟與修廟石牌

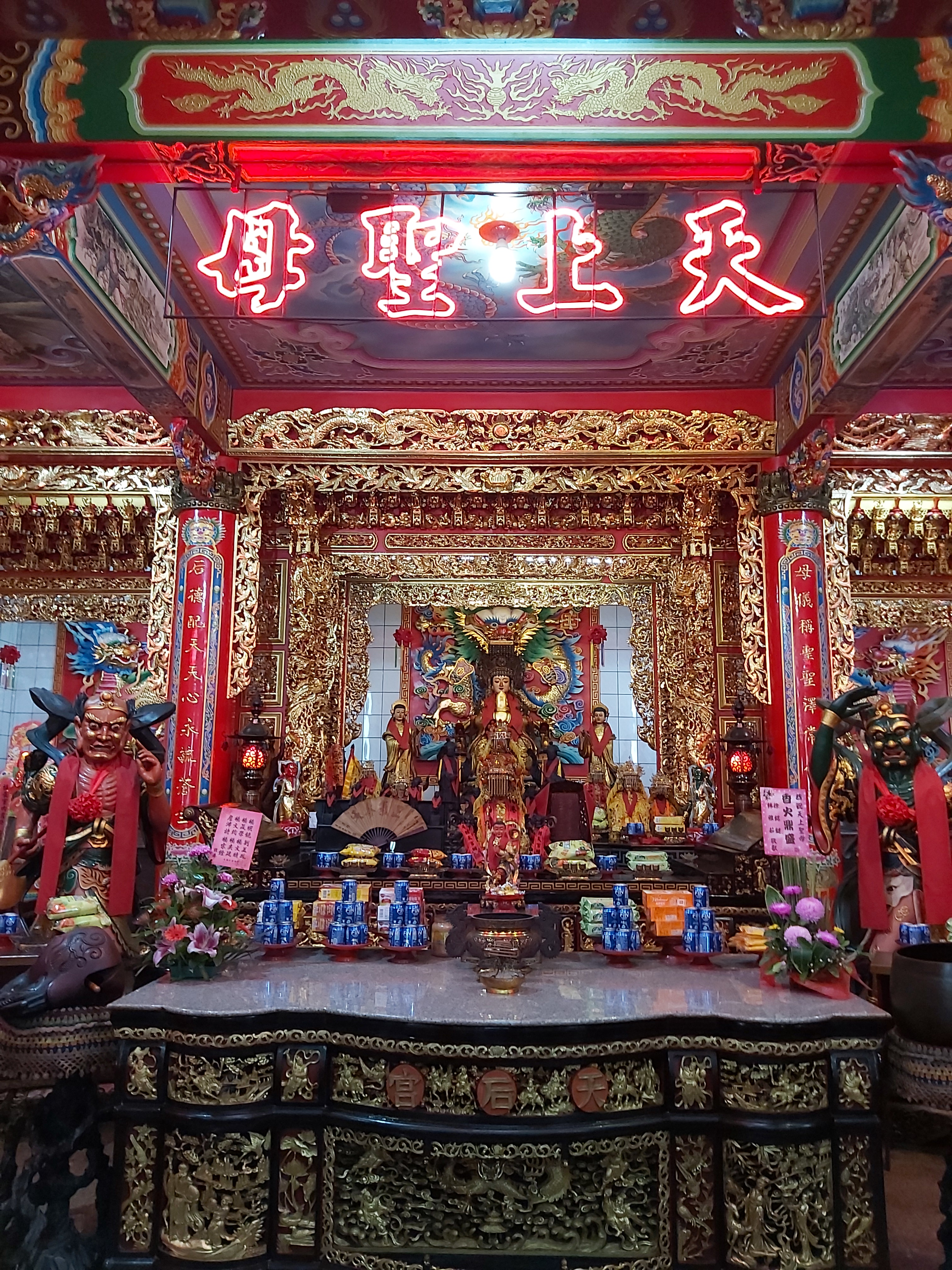
正殿天上聖母聖像

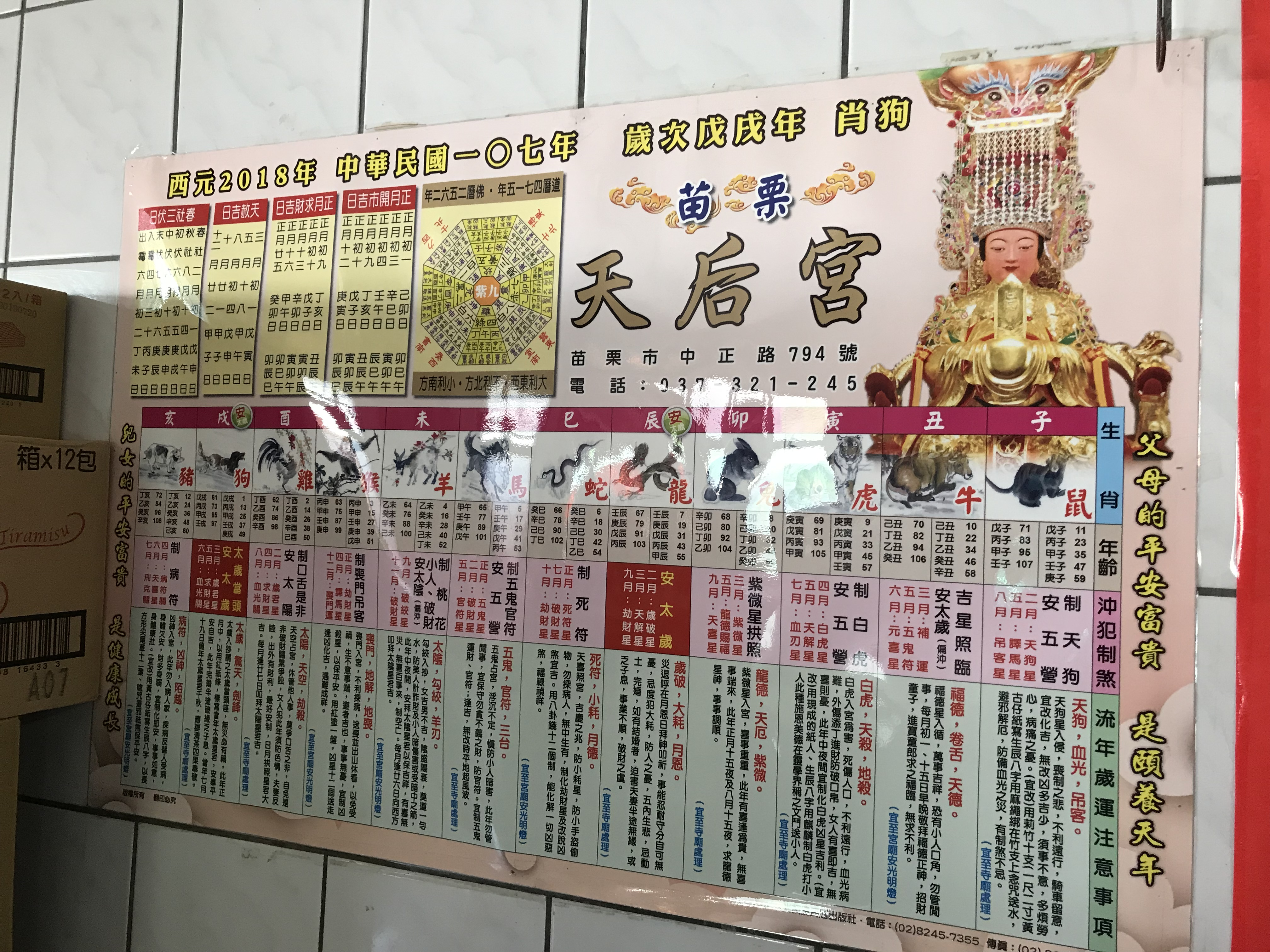
廟地在中正路794號

此媽祖廟分靈自苗栗安瀾宮。嘉慶十六年（1811年），街民林璇磯、江株雲、何肇谷等為感念媽祖保佑先人順利來臺灣，於苗栗郡及大湖郡集資2000大圓發起建廟，嘉慶二十一年（1816年）起基，翌年十月竣工。
光緒十一年（1885年），劉獻廷夫人朱氏捐280大圓集資重修，歷來又經過數次小修。因興建派出所而被拆除的苗栗三山國王廟曾寄居於此廟和天雲廟。昭和10年（1935年）新竹－台中地震，由街長宇佐美信吉任命南苗保正謝水亮、江有亮、劉阿生、黃真金，以及中苗保正邱煥英為該宮管理人，負責整修事宜。
1955年，由江有亮、邱煥英、劉阿雲、劉天來、謝雲海等人策劃，進行大整修。1959年，以助產士洪銀妹為首捐獻新台幣1萬8000元，重整大媽祖神像。
1992年時任主委的謝國翰提議重建廟宇，推選時任立法委員徐成焜擔任重建委員會主任委員，於1993年重建。據前苗栗縣立文化中心主任曾光雄所言，當時廟方以新臺幣60萬元的經費外包廠商辦理拆除工作，一些古物遭轉賣。1995年9月16日舉行入廟登位儀式。1996年，苗栗縣政府民政局局長古鎮清在勸說公館五穀宮管委會不要拆除舊廟時，以苗栗市天后宮舊廟被拆為例來表示可惜。
新廟身占地380坪、高21.8公尺，地下1樓、地上3樓。里區屬於綠苗里。二樓媽祖殿左次間供奉註生娘娘、右次間供奉福德正神；三樓觀音殿左、右次間分別為地藏王與目犍連；三樓左側廂房供奉媽祖雙親。

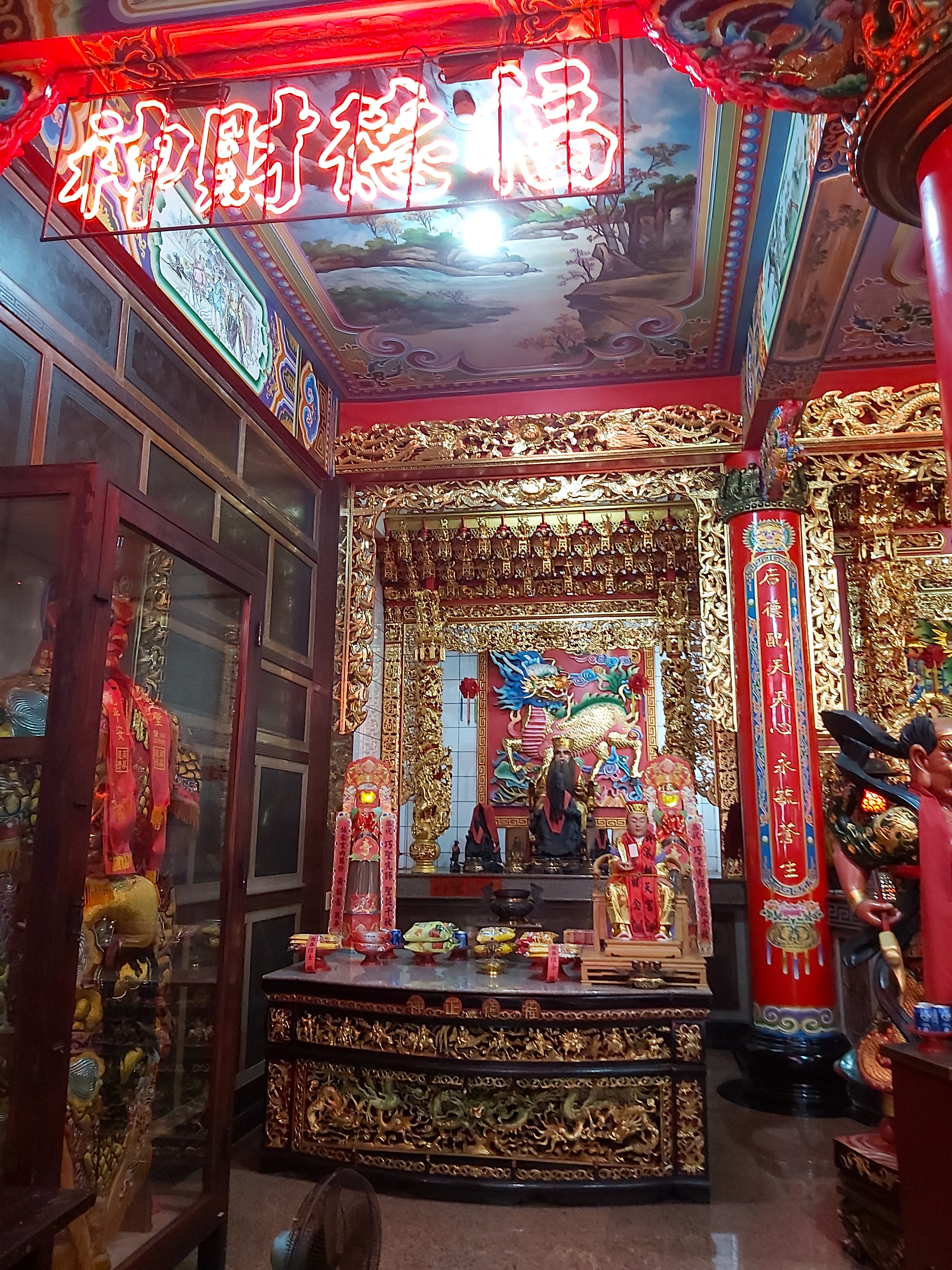
福德財神
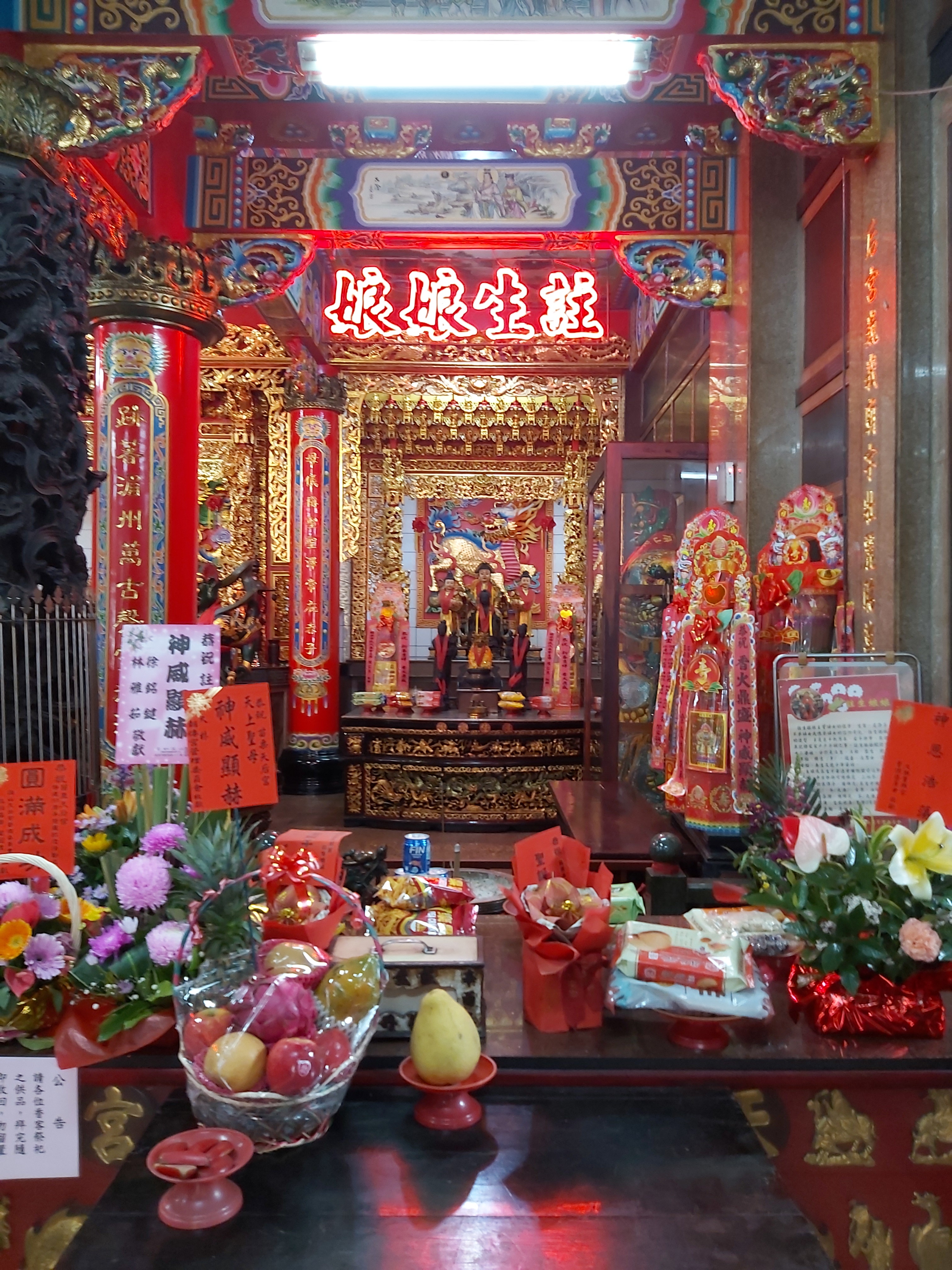
註生娘娘
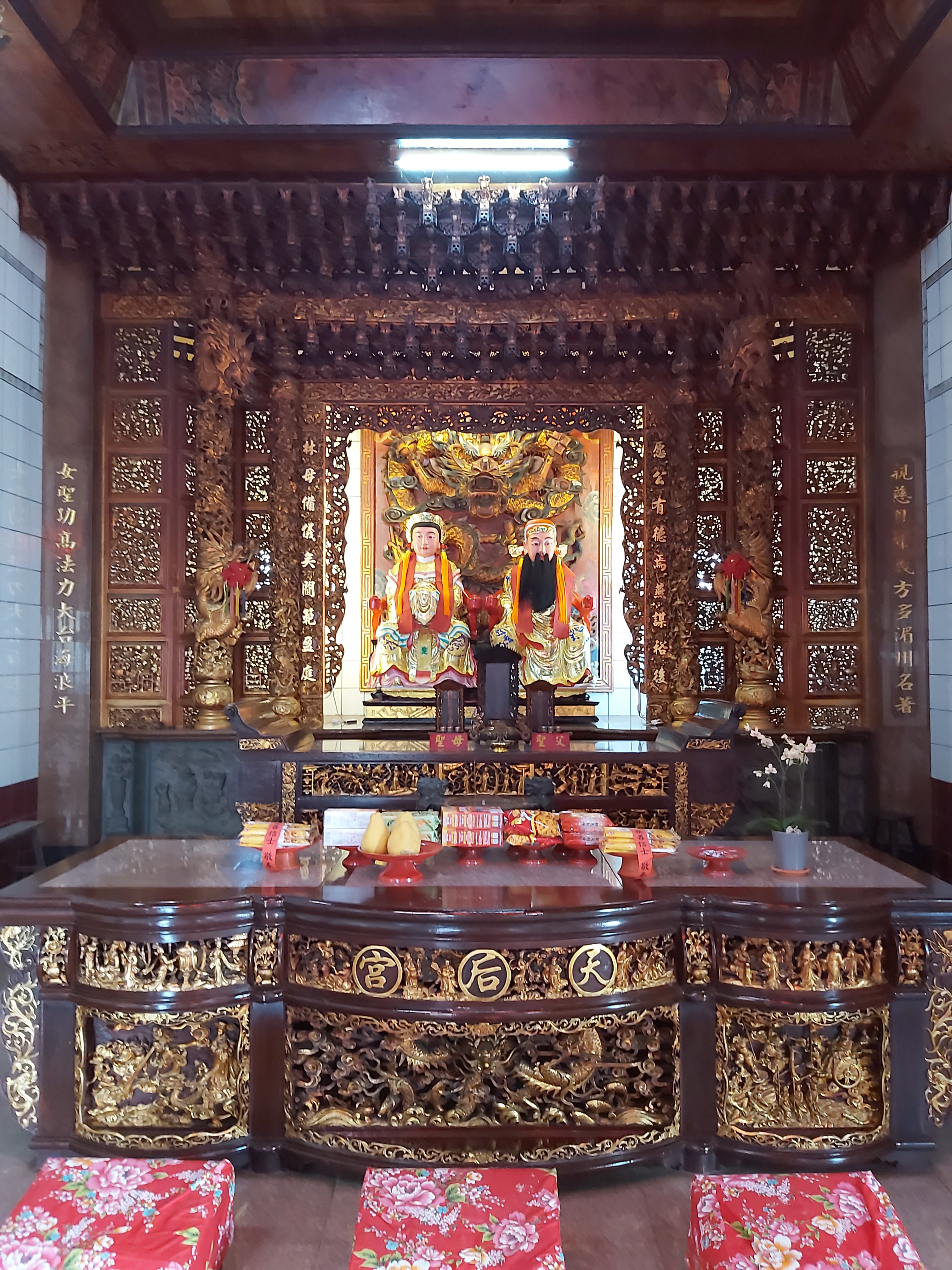
聖父母
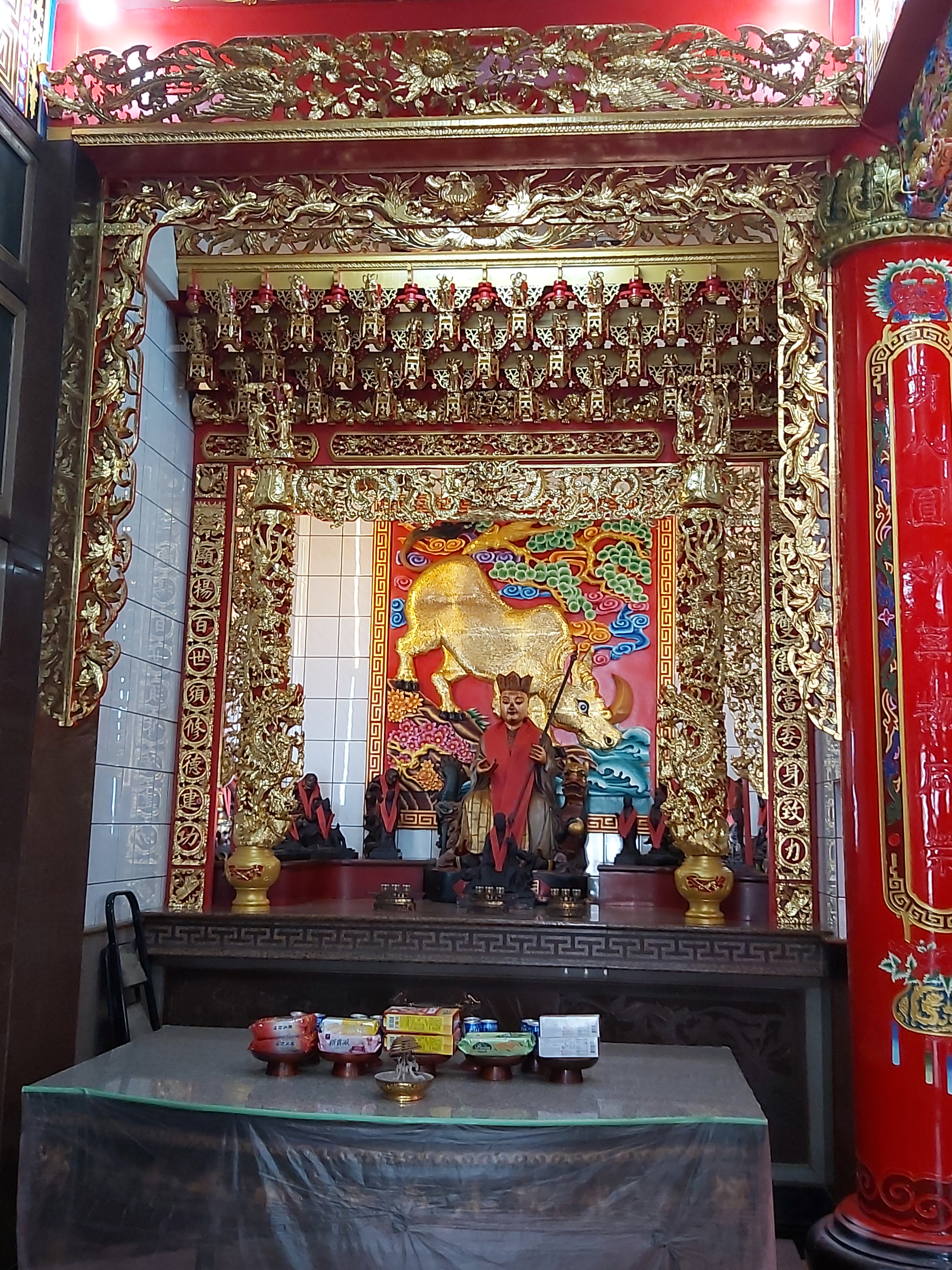
目犍連
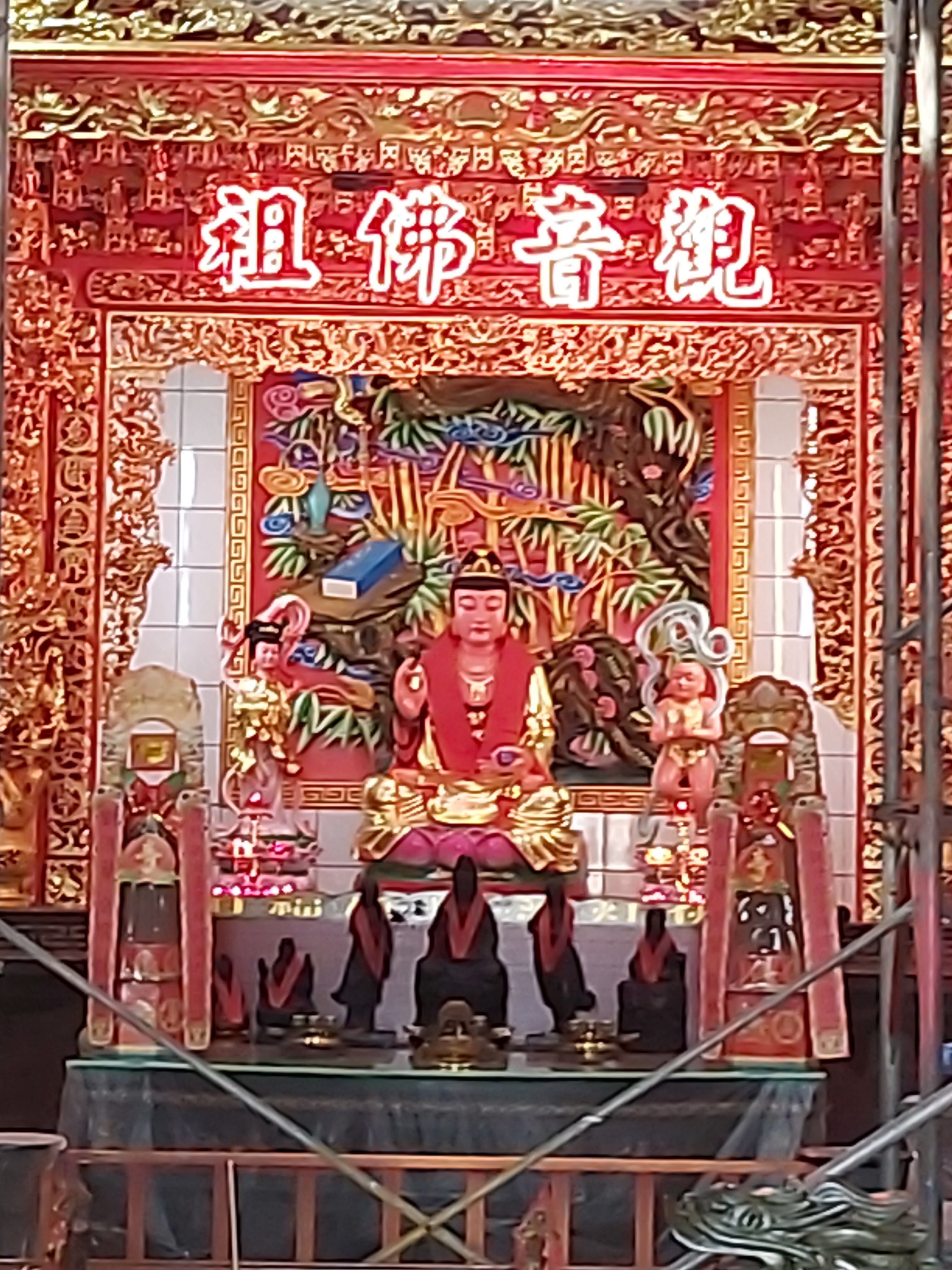
觀世音菩薩
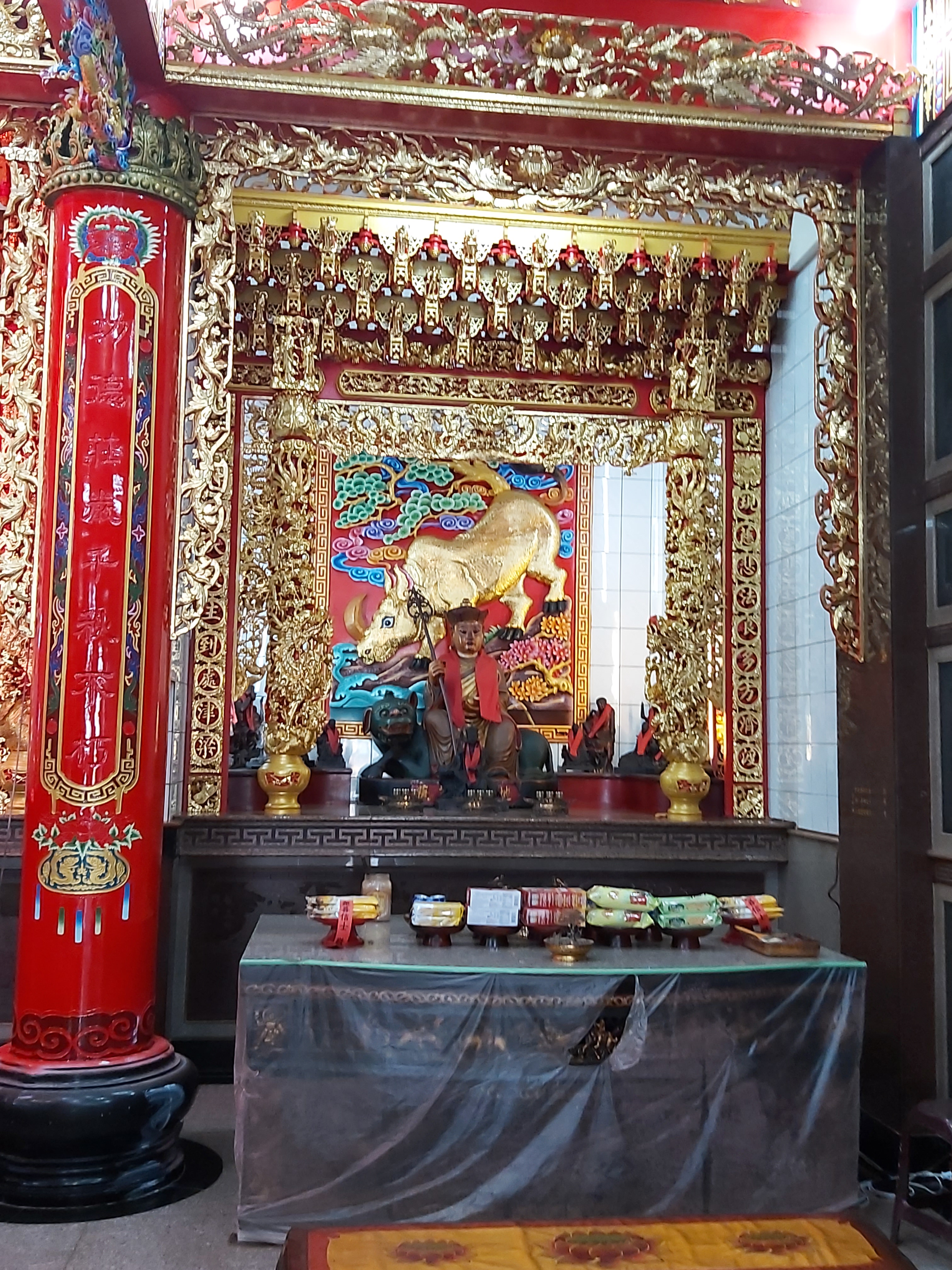
地藏王菩薩

## 廟內文物

### 神像

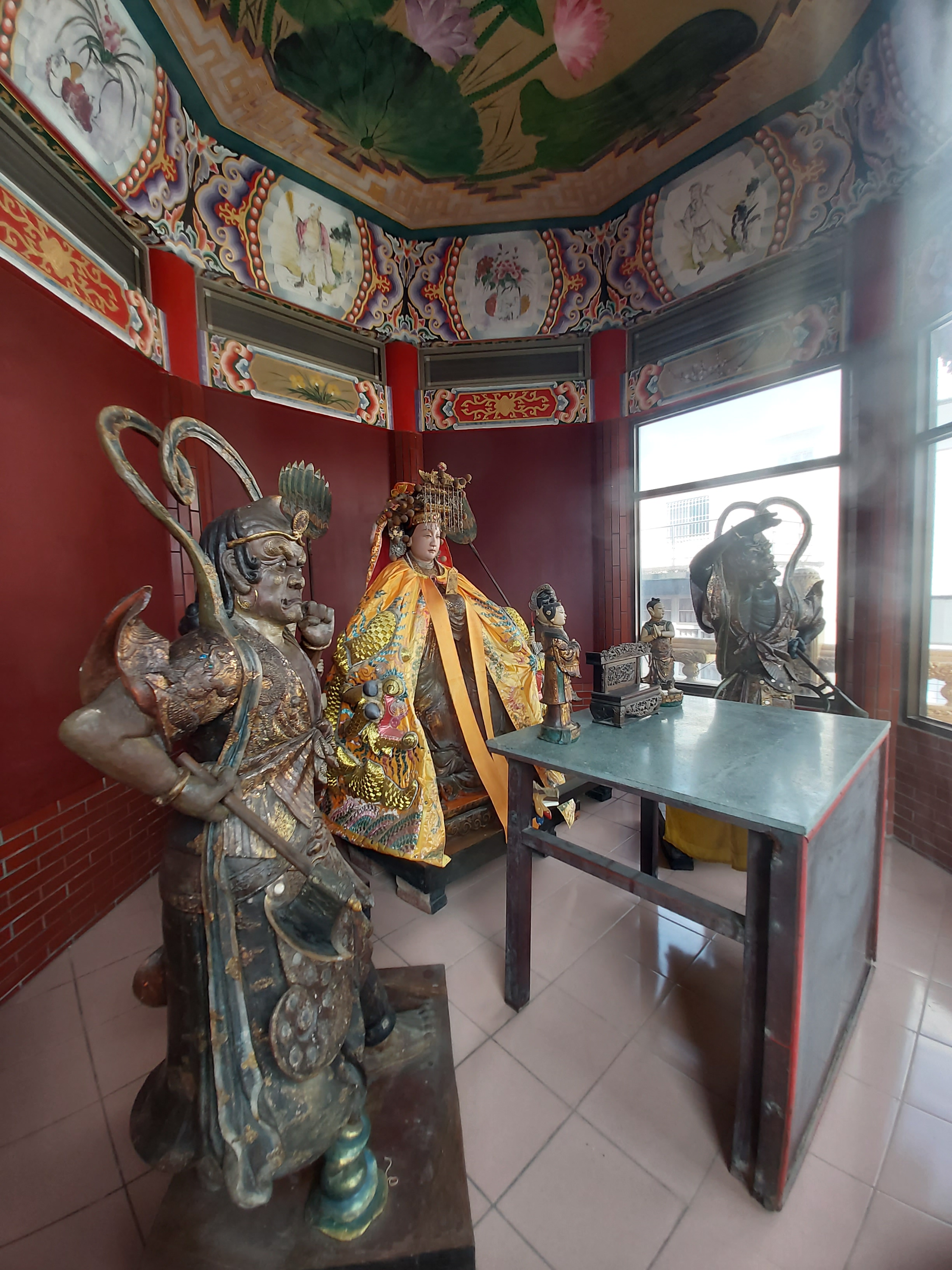
三樓護龍六角亭供奉的大媽祖泥塑金身，開基媽祖聖像藏於其身內

廟內神像有的雖重塑金身，但原本的泥塑神像仍供在新神像前，而這些泥塑多出自新竹泥塑師阿技師（彭木泉）、阿桶師（林增桶）師徒及阿煥師（林礽真）之手。三樓護龍六角亭供奉重建前奉祀的大媽祖泥塑金身，高約5尺8，重約3至5公噸，已退駕，內還藏高約8吋8的開基媽祖神像。

### 匾額
廟尚存道光九年（1829）年貓閣社眾番等同立的「恩普海甸」、黃驤雲贈的「錫福平康」、光緒皇帝御賜的「與天同功」等牌匾。
廟原有1889年仲春，由謝金蓉、劉緝光、黃雲傳、邱發秀、楊鴻勳、黃德成、黃克嘉、梁國昌、黃鼎龍及黎伸等人與商行贈與「錫福無疆」的匾額。

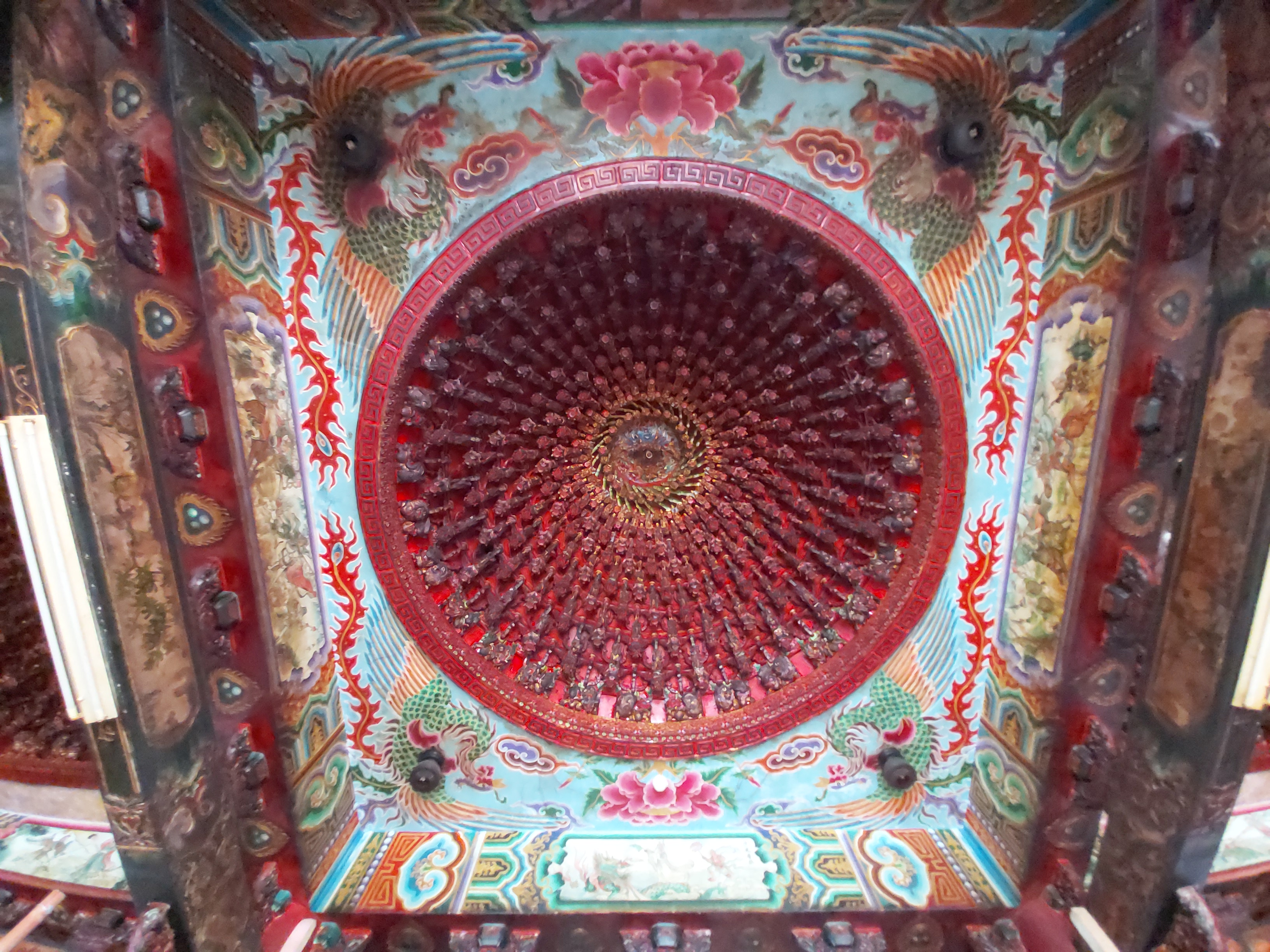
觀音殿藻井

1992到1993年間，苗栗縣政府文化中心正籌備成立三義木雕博物館，該館主任曾光雄廣泛收集各類木雕作品，無意間從彰化文化工作者黃志農口中得知這塊遭包商變賣的「錫福無疆」匾，決定由文化中心以28萬元收購。監委趙昌平及康寧祥前往參觀時，對此一古物留下深刻印象。

## 迎北港媽
原先廟方與苗栗安瀾宮都在同天至北港進香、市區遶境，但後細故爭吵而各自安排。1998年苗栗市公所曾嘗試整合這兩廟。

### 進香
每年農曆三月十三日，苗栗市天后宮會至北港朝天宮進香以恭請北港媽祖駐駕苗栗。自行車在臺灣遂漸盛行的年代，苗栗市天后宮所轄的苗栗市、頭屋鄉、公館鄉的民間團體或個人還會招攬同伴一起騎單車到北港朝天宮進香。苗栗市市長邱炳坤的父親也參加過。1950年代曾參與的謝國翰回憶，出發時間有深夜12時和早上6時，每一批都有帶路的班長、押車的修車師父，一路從苗栗市到騎到後龍，再沿海線南下，也有人騎山線，多數信徒都會於沿途的媽祖廟過夜。他說，後來進香才改搭火車到嘉義，轉搭糖業火車到北港。此活動成為客家人獨有的進香文化，直到交通工具改變而消逝。
2017年，苗栗市公所展示當時腳踏車進香的老照片，並邀請曾清吉、謝鳳香、劉忠雄、范國達、徐清煥等地方耆老講述當年。2018年4月14日，苗栗市公所天號召300多位單車騎士重現當年盛況，其中最年長的是八旬的廖昶堯，由邱炳坤等人帶領從苗栗市天后宮出發，展開2天1夜、345公里鐵馬進香宗教之旅。

### 遶境
進香返回後，廟方在苗栗市、公館鄉、頭屋鄉舉行稱為「9宮18駐」的遶境。如2015年第一日駐駕新英國小操場、龍岡福德祠、東嶽府、苗栗玉清宮、苗栗市義民廟、恭敬里內麻福德祠、新生地婦幼館前、維新客家文物館及復興路維祥回收場，第二天駐駕公館鄉鶴山飯店停車場、尖山村長城吊車停車場、頭屋二崗坪曲洞宮、文德宮、苗栗市復興路與為公路口、五文昌廟、苗栗安瀾宮、西山聖帝廟、苗栗三山國王廟等。
據黃南球曾侄孫黃慶祥所述，開發獅潭鄉桂竹林、汶水一帶的劉穆廷（劉緝光）個性風流，一次贈與各位女友從唐山進口的紅衫，並吩咐她們在苗栗市天后宮迎媽祖時穿出來亮相，結果有近十位在廟前樹下撞衫，讓這些女子都尷尬不已。

## 外部連結
- 苗栗市天后宮的Facebook專頁